# Irene Rich

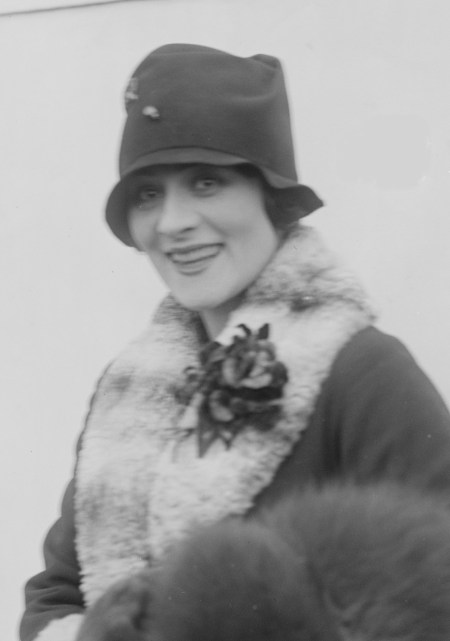
Irene Rich

Irene Rich (13 de octubre de 1891 – 22 de abril de 1988) fue una actriz cinematográfica estadounidense, cuya carrera se inició en la época del cine mudo.

## Biografía
Su verdadero nombre era Irene Luther, y nació en Búfalo (Nueva York).
Rich trabajó para Will Rogers, con el cual rodó ocho películas, incluyendo Water Water Everywhere (1920), The Strange Boarder (1920), Jes' Call Me Jim (1920), Boys Will Be Boys (1921) y The Ropin' Fool (1921). Habitualmente interpretaba a mujeres de la alta sociedad, papeles que representó en la adaptación de 1925 de El abanico de Lady Windermere, así como en Queen of the Yukon (1940).
En dos de sus últimas películas encarnó a esposas y mujeres viviendo en la frontera. Así, fue la madre del personaje de Gail Russell en la película de John Wayne Angel and the Badman. En el film de John Ford Fort Apache fue Mrs. O'Rourke, esposa del sargento O'Rourke (interpretado por Ward Bond). 
En la década de 1930 Rich también hizo trabajo radiofónico. Entre 1933 y 1944 presentó un programa de audiencia nacional dedicado a la serialización de dramas, y que se titulaba Dear John (también llamado The Irene Rich Show). En el programa actuaba como primer actor Gale Gordon. Rich también se interesó por el teatro, actuando en obras como Seven Keys to Baldpate (1935) (protagonizada por George M. Cohan) y As the Girls Go in 1948. 
Rich se casó en cuatro ocasiones, y tuvo dos hijas—una de las cuales, Frances Rich, fue actriz teatral y cinematográfica en la década de 1930, dedicándose posteriormente a la escultura. 
Irene Rich falleció en 1988, a los 96 años de edad, a causa de un fallo cardiaco, en Hope Ranch (California). Fue enterrada en el Cementerio Calvary de Los Ángeles, California.
A la actriz le fueron concedidas dos estrellas en el Paseo de la Fama de Hollywood, una por su contribución al cine en el 6225 de Hollywood Boulevard, y otra por su trabajo radiofónico en el 6150 de la misma vía.

## Filmografía seleccionada
| Cine       | Cine                                  | Cine                     | Cine                                   |
| Año        | Título                                | Personaje                | Observaciones                          |
| ---------- | ------------------------------------- | ------------------------ | -------------------------------------- |
| 1918       | A Law Unto Herself                    | Stephanie                |                                        |
| 1919       | The Spite Bride                       | Eileen Moore             |                                        |
| 1920       | Stop Thief                            | Madge Carr               |                                        |
| 1921       | Sunset Jones                          | Marion Rand              |                                        |
| 1922       | The Yosemite Trail                    | Eve Marsham              |                                        |
| 1923       | Rosita                                | The Queen                |                                        |
| 1924       | Behold This Woman                     | Louise Maurel            |                                        |
| 1925       | The Man Without a Conscience          | Shirley Graves           |                                        |
| 1926       | Silken Shackles                       | Denise Lake              |                                        |
| 1927       | The Desired Woman (El crimen del sol) | Diana Maxwell            |                                        |
| 1928       | Ned McCobb's Daughter                 | Carol                    |                                        |
| 1929       | The Exalted Flapper                   | Reina Charlotte de Capra |                                        |
| 1930       | Check and Double Check                | Mrs. Blair               |                                        |
| 1931       | The Champ                             | Linda                    |                                        |
| 1932       | Manhattan Tower                       | Ann Burns                |                                        |
| 1934       | Spitfire                              | Mujer                    | No acreditada                          |
| 1938       | That Certain Age                      | Dorothy Fullerton        |                                        |
| 1939       | Everybody's Hobby                     | Mrs. Myra Leslie         |                                        |
| 1940       | The Mortal Storm (La hora fatal)      | Amelie Roth              |                                        |
| 1941       | Three Sons o' Guns                    | Mrs. Margaret Patterson  |                                        |
| 1942       | This Time for Keeps                   | Mrs. Bryant              | Otro título: Over the Waves            |
| 1947       | Calendar Girl                         | Lulu Varden              | Otro título: Star Dust and Sweet Music |
| 1948       | Joan of Arc                           | Catherine le Royer       |                                        |
| 1948       | Fort Apache                           | Mary O'Rourke            |                                        |
| Televisión |                                       |                          |                                        |
| Año        | Título                                | Papel                    | Observaciones                          |
| 1949       | The Chevrolet Tele-Theatre            |                          | 1 episodio                             |